# Щур водяний
Щур водяний, або Нориця водяна, або водяна полівка (Arvicola amphibius, раніше застосовувалась назва Arvicola terrestris) — вид гризунів роду Щур (Arvicola) з родини хом'якові (Cricetidae).

## Таксономія
Щур водяний — типовий вид роду Arvicola, один з трьох сучасних (загалом разом з викопними близько 10) видів цього роду.

## Середовище проживання
Мешкає в Євразійській Палеарктиці. Цей гризун адаптується і виживає в ряді місць проживання навколо річок, струмків і боліт в низинах і горах. Це сильний плавець і верхолаз. Надає перевагу районам із хорошим рослинним покривом. Тварини риють довгі нори, від 34 м в зимовий період до 74 м в літню пору. Ходи містять одне або два гнізда і взимку містять камери для зберігання харчів.
В Україні цей вид — один з двох наявних у фауні Східної Європи сучасних видів роду Arvicola (також є щур гірський — Arvicola scherman, поширений в Карпатах і Прикарпатті).

## Морфологія
Один з найбільших за розмірами тіла вид підродини щурових (більше тільки ондатра):
- довжина тіла 160–220 мм,
- хвіст сягає 60–80% від довжини тіла,
- задня лапка 26–32 мм,
- вага 70–250 г.

Волосяний покрив густий, простягається від голови до кінця хвоста. Вуха малі закруглені. Хвіст короткий. Кігті добре розвинені. Забарвлення варіюється від світло до темно коричневого зверху (іноді чорного); від білого до шиферно-сірого знизу.

## Спосіб життя
Хоча іноді водяні щури живуть у безпосередній близькості від великої кількості інших особин, як правило, вони живуть сім'ями. Зазвичай в цих сім'ях є доросле покоління і до двох поколінь молодих. Тварини в основному активні вдень або в сутінках. Крім того, вони схильні обмежувати ступінь своєї активності певним „домашнім діапазоном“. Території розмежовують запаховим маркування за допомогою бокових залоз — вони протирають ногами бокові залози, а потім приступають до утрамбування землі. Характерним є будівництво вбиралень для дефекації.
Раціон складається переважно з різних форм рослинності — трави, плоди, насіння, коріння, цибулини, бруньки. Іноді водяні щури доповнюють свій раціон водяними равликами, прісноводними мідіями та молюсками.
Вороги: лунь, норка європейська, візон річковий, видрові, канюк звичайний, чаплеві, щука.

## Відтворення
Оселище самців частково збігається з оселищами кількох самиць і самці постійно конкурують за доступ до самиць. Тварини ведуть безладне статеве життя. Існує один період спаровування на рік, як правило, починаючи з ранньої весни (квітень / березень) до кінця літа / початку осені (серпень / жовтень). Протягом цього часу самиці можуть мати до чотирьох виводків у середньому від 4 до 6 щуренят кожен. Період вагітності короткий, 21 днів, і в післяпологовий період тічки та спаровування зазвичай відбувається незабаром після народження. Вага новонароджених, як правило, 5 грамів; очі дитинчат відкриваються у близько 5 днів, годування молоком припиняється у 14–21 днів після народження. Молодь народжуються безпорадною, але швидко розвивається і стає незалежною. Статева зрілість настає протягом першого літа, якщо вони народилися на початку сезону або в наступному сезоні розмноження.
Ці тварини недовговічні, ймовірно, мають найвищі показники смертності в перший рік життя. Вони можуть жити до 5 років в неволі, але середня тривалість життя становить менш ніж 1 рік у дикій природі.